# Medidas universales de bastidores

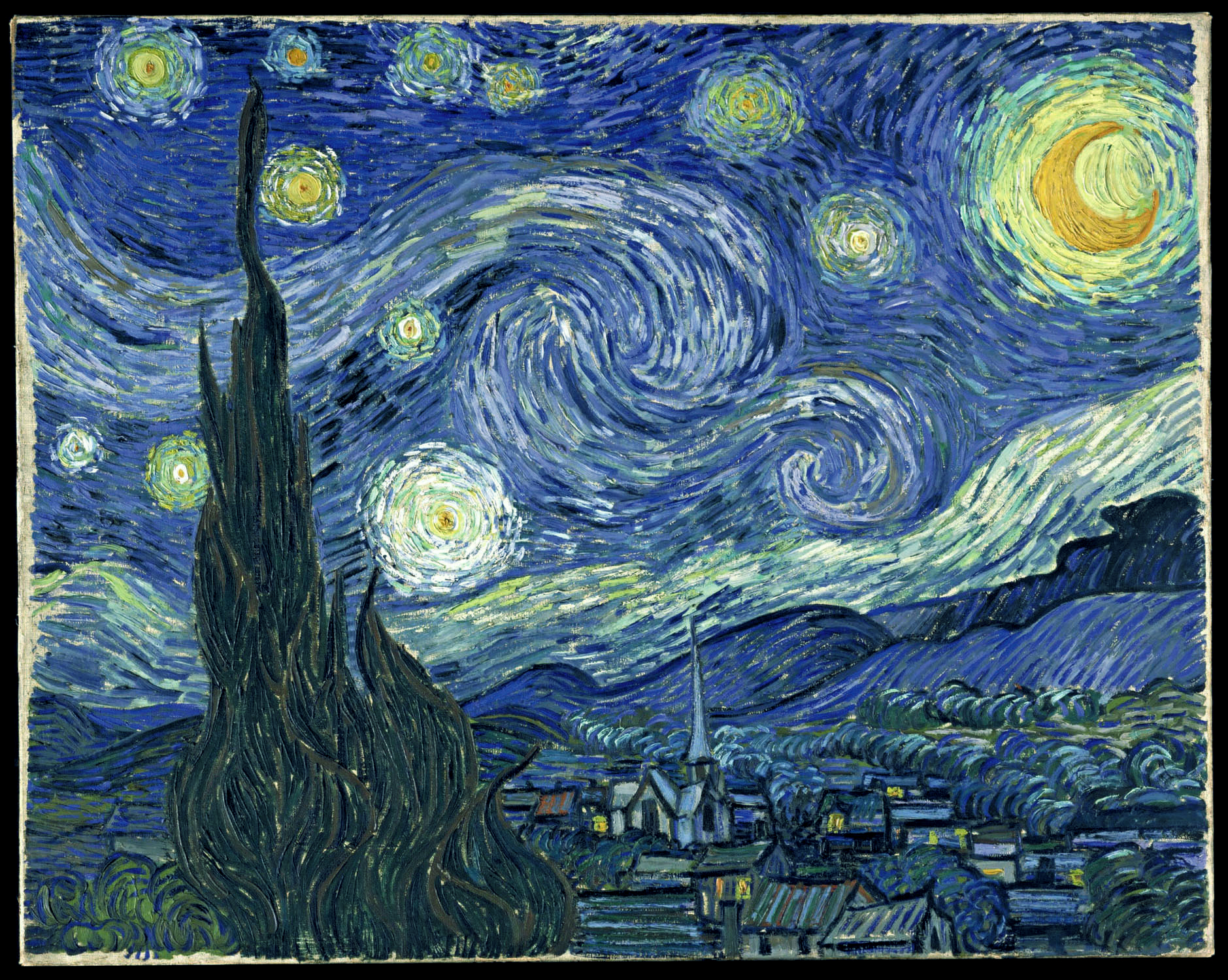
La noche estrellada, de Vincent van Gogh (1889), un lienzo 30 figura.

Medidas universales de bastidores se refiere al sistema de numeración internacional para las medidas de largo y ancho del bastidor de un lienzo de pintura. Este sistema surgió en Francia en el siglo XIX para facilitar la fabricación de bastidores. Existen tres series o formatos diferentes: «figura», «paisaje» y «marina» que a igual largo varían en anchura.
El sistema de medidas normalizadas permitió la fabricación en serie en el siglo XIX; también se llama "lienzo tradicional europeo". El formato de figura se llama así porque era el más usado para retratos. Cada tamaño se denomina por un número, empezando por el 0, seguido del formato, por ejemplo, «el 40 figura». El tamaño de un lado es siempre el mismo y el otro va disminuyendo, por ejemplo el «40 figura» mide 100 x 81 cm, el «40 paisaje» mide 100 x 73 cm y el «40 marina» mide 100 x 65 cm.
| Número | Figura (cm) | Paisaje (cm) | Marina (cm) |
| ------ | ----------- | ------------ | ----------- |
| 0      | 18 x 14     | 18 x 12      | 18 x 10     |
| 1      | 22 x 16     | 22 x 14      | 22 x 12     |
| 2      | 24 x 19     | 24 x 16      | 24 x 14     |
| 3      | 27 x 22     | 27 x 19      | 27 x 16     |
| 4      | 33 x 24     | 33 x 22      | 33 x 19     |
| 5      | 35 x 27     | 35 x 24      | 35 x 22     |
| 6      | 41 x 33     | 41 x 27      | 41 x 24     |
| 8      | 46 x 38     | 46 x 33      | 46 x 27     |
| 10     | 55 x 46     | 55 x 38      | 55 x 33     |
| 12     | 61 x 50     | 61 x 46      | 61 x 38     |
| 15     | 65 x 54     | 65 x 50      | 65 x 46     |
| 20     | 73 x 60     | 73 x 54      | 73 x 50     |
| 25     | 81 x 65     | 81 x 60      | 81 x 54     |
| 30     | 92 x 73     | 92 x 65      | 92 x 60     |
| 40     | 100 x 81    | 100 x 73     | 100 x 65    |
| 50     | 116 x 89    | 116 x 81     | 116 x 73    |
| 60     | 130 x 97    | 130 x 89     | 130 x 81    |
| 80     | 146 x 114   | 146 x 97     | 146 x 89    |
| 100    | 162 x 130   | 162 x 114    | 162 x 97    |
| 120    | 195 x 130   | 195 x 114    | 195 x 97    |

## Otros formatos
Aparte del sistema descrito existen otros formatos:
- Lienzo cuadrado con todos los lados del mismo tamaño, es decir, con una proporción 1:1.

- Lienzo rectangular con una proporción 4: 3 entre sus lados verticales y horizontales.

- Lienzo panorámico con una proporción 2: 1 entre sus lados horizontales y verticales.